# Barocken

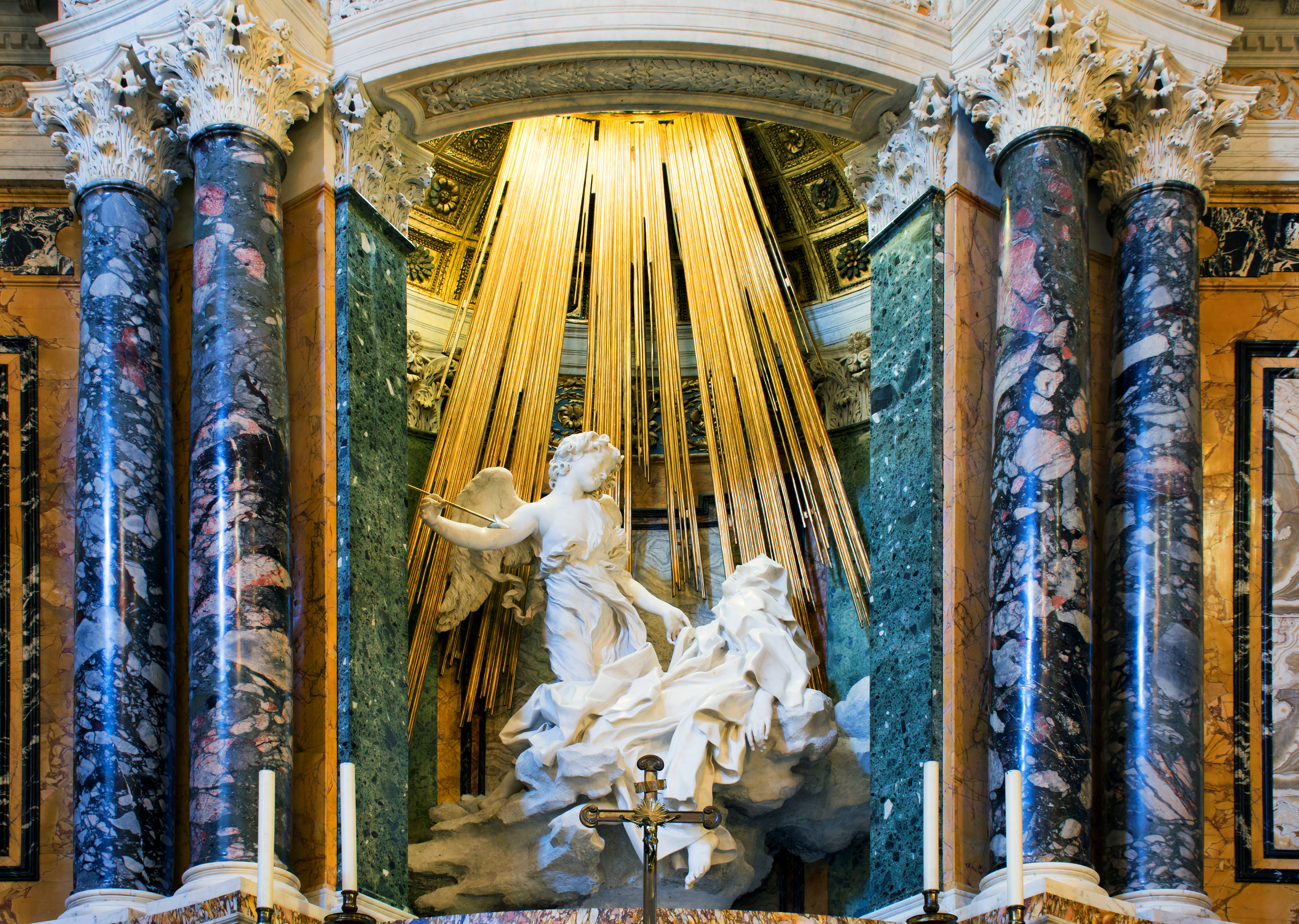
Exempel på barockskulptur: Giovanni Lorenzo Berninis Den heliga Teresas extas (1647–1652).

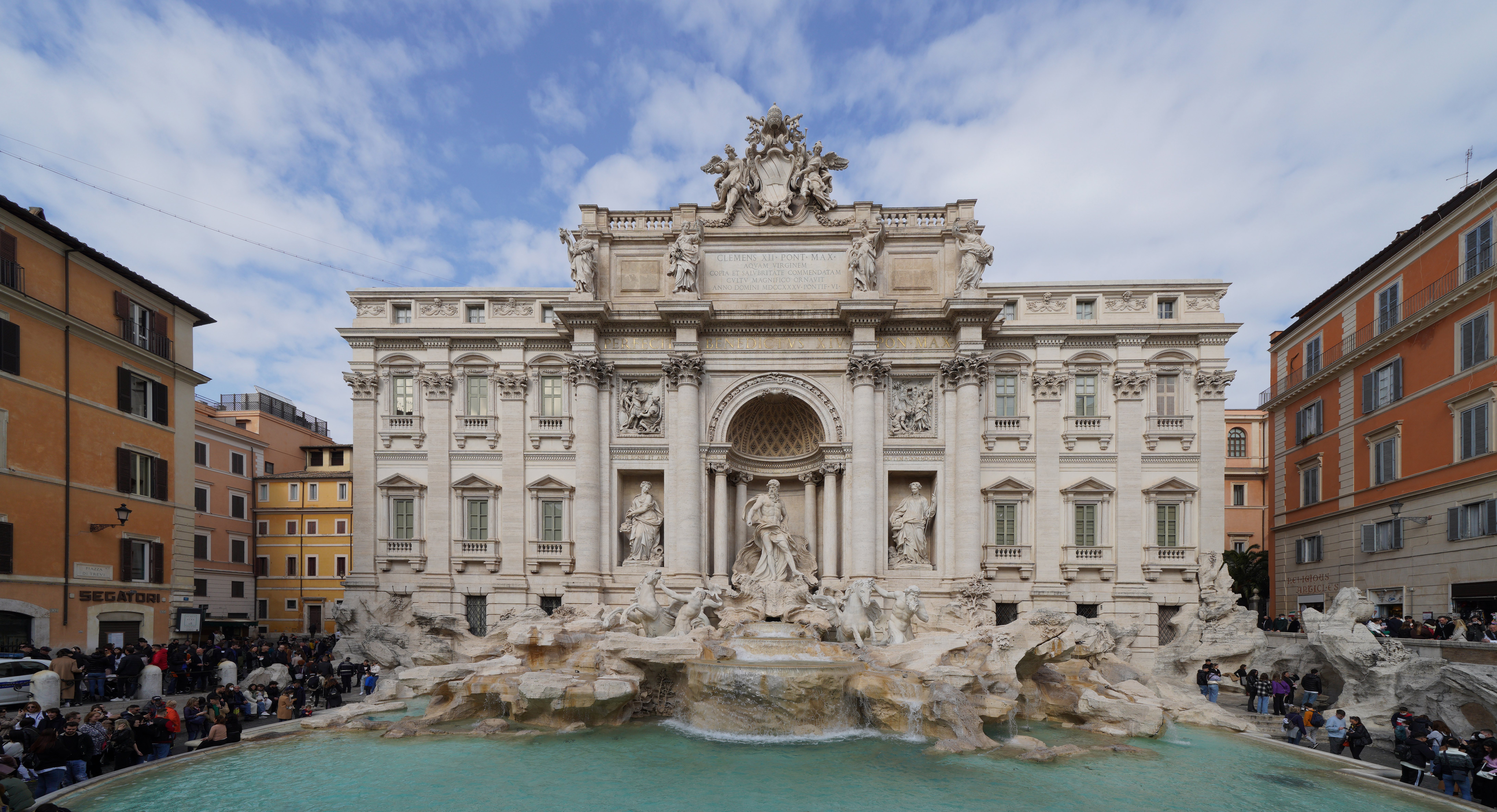
Fontana di Trevi i Rom.

Barocken är den epok eller stilriktning som främst inom konsten (måleri, skulptur, litteratur, arkitektur, musik) var dominerande i Europa från slutet av 1500-talet och in på 1700-talet. Inom bildkonst och arkitektur förekommer den under 1600-talet och en bit in på 1700-talet. Inom litteraturvetenskapen under slutet av 1500-talet till slutet av 1600-talet, beroende på land och den dominerande tendensen inom denna litteratur. Inom musikvetenskapen vanligtvis från sent 1500-tal till första hälften av 1700-talet.

## Historik
Barocken kan sägas ha sitt ursprung i manierismen i 1500-talets Italien. Konstnärsfamiljen Carracci skapade på 1580-talet en konstnärsakademi i Bologna, som kom att bli förebilden för alla senare målarakademier. Den blev en skola med en frodig och pompös stil och som blev inledningen på den stil som senare kom att kallas barock. Giovanni Lorenzo Bernini (1598–1680), som var den som fullbordade stilen, spred den under sina uppdrag för Ludvig XIV till Frankrike.
Sin höjdpunkt nådde stilen under 1600-talet. Stilen kännetecknas av en särpräglad dramatik och storvulenhet i formen när det gäller bildkonst och arkitektur. Barocken delas vanligtvis in i ungbarock, högbarock och senbarock.
Romersk-katolska kyrkan använde sig av främst barockarkitektur som ett led i sin motreformation under 1500-talets senare hälft. Gränserna mellan konstarterna suddades ut, vilket kan märkas på barockarkitekturen som rikligt består av skulpturer, stuckaturer och bildkonst. Rörelse är något centralt som man försöker fånga under barocken, därav den engelska termen the flying forms ("de flygande formerna"). Stilriktningen bröts under 1700-talets första decennier, då rokokon, och senare nyklassicismen växte fram, med dess återanknytning till antika ideal.
Inom arkitektur och bildkonst brukar 1600-talet och början av 1700-talet anses tillhöra barocken, medan litteraturen anses präglas av barockens tematik från slutet av 1500-talet fram till 1600-talets slut. Musikvetenskapen anser att barocken infaller från slutet av 1500-talet fram till cirka 1750.
Barocken är starkt präglad av den lokala konsten i ett visst område och något som är spanskt barockt behöver inte alls likna något engelskt barockt. Detta gäller främst måleri och arkitektur.
Barocken har under perioden 1700–1900 betraktats på många sätt och ofta mycket nedsättande. Under början av 1800-talet ansågs barocken vara synonymt med fult (därav ordet barock), för att under andra delen av samma århundrade hyllas för den fantastiska litteraturen, musiken och konsten (nybarocken). Den barocka litteraturen och konsten hyllades av nazismen som "den tyska anden" och användes mycket i den nazistiska propagandaapparaten.

## Ordet barock
Ordet "barock" har i alla tider, även efter 1800-talet, då det fick ge namn åt tidsepoken, använts som ett nedsättande ord om något ("Detta är fullkomligt barockt!") – i betydelsen absurd, överdriven, orimlig.
Följande översättningar för barock på olika språk:
- portugisiska (barroco) = oregelbundet bildad pärla
- franska (baroque) = vidunderlig, oregelbunden

Var ordet barock kommer ifrån vet man inte riktigt, men man vet att den först objektiviserades under 1800-talet. Andra förslag på ursprunget än de ovan nämnda är till exempel att termen skulle härröra från den samtida skulptören och konstnären Federico Barocci.
Barock användes tidigare enbart inom konsthistorien. Heinrich Wölfflin föreslog att begreppet barock även kunde användas på italienska diktare och använde Torquato Tasso som ett exempel på en sådan. Fritz Strich överförde i en uppsats 1916 Wölfflins teorier på den tyska litteraturen, vilket blev grogrunden för en omfattande forskning om tyska barockförfattare, vilken kulminerade under 1930-talet. De tyska litteraturhistorikerna började även kategorisera andra länders författare som barockförfattare.
Termen barockmusik introducerades 1919 av musikforskaren Curt Sachs.

## Konst
Under högrenässansen började en friare användning av antika element och ofta en maniererad stil göra sig gällande under perioden 1525–1550, en stil som främst spreds genom Michelangelo. Correggio och Rafael samt de yngre venetianarna som Tintoretto och El Greco påskyndade utvecklingen av senrenässansen eller manierismen. Fullt utvecklad företräddes manierismen av konstnärer som Parmigianino, Agnolo Bronzino, Daniele da Volterra och Federico Barocci.
Övergången från manierism till barock brukar dock sägas gå med Ludovico, Agostino och Annibale Carracci vid den på 1580-talet grundade akademin i Bologna. Caravaggio var den som fick stilen att få fäste i Italien. I början av 1600-talet spreds stilen till Frankrike där Georges de La Tour influerades och via Neapel till Spanien där Giuseppe Ribera och Francisco de Zurbarán fångade upp stilen. Även till Nederländerna där Gerard van Honthorst och Hendrick Terbrugghen påverkades. I Spanien utvecklades genom Diego Velázquez en egen realistisk barockstil, medan Peter Paul Rubens i en syntes mellan Caravaggios måleri och det venetianska renässansmåleriet skapade en egen stil präglad av sensualism och stark målerisk helhetsverkan.
I Tyskland och Norden dröjde barockens genombrott och kom främst genom influenser från Rubens måleri. David Klöcker Ehrenstrahl var den förste svenske konstnär att ta upp barockens måleri.
- Giovanni Lorenzo Bernini
- Francesco Borromini
- Caravaggio
- Artemisia Gentileschi
- Annibale Carracci
- Guercino
- Pietro da Cortona
- Cosimo Fanzago
- Antonio Gherardi
- Baldassare Longhena
- Bartolomé Esteban Murillo
- Giacomo della Porta
- Nicolas Poussin
- Rembrandt
- Guido Reni
- Peter Paul Rubens
- Diego Velázquez
- Jan Vermeer

## Musik
- Johann Pachelbel
- Johann Sebastian Bach
- Jean-Philippe Rameau
- Antonio Vivaldi
- Georg Friedrich Händel
- Arcangelo Corelli
- Johan Helmich Roman
- Alessandro Scarlatti